# Domaines de la physique
La physique est une discipline scientifique qui cherche à comprendre et à expliquer les phénomènes de l'univers observable ; elle construit des modèles théoriques qui sont testés par des expériences dans un champ qui va de l'infiniment petit à l'infiniment grand. 

Les grands champs de la physique théorique au XXIe siècle

Les théories physiques varient dans leur portée et peuvent être organisées en plusieurs domaines distincts, qui sont décrits dans cet article.

## Classer les domaines de la physique
Avec l'accroissement des connaissances et surtout des moyens d'observation expérimentaux, la physique a considérablement élargi son champ d'investigation, et s'est subdivisée en sous-domaines spécialisés souvent imbriqués. 
Sans prétendre à l'exhaustivité, plusieurs approches sont possibles pour présenter logiquement les différents domaines.

### Approche duPortail de la physique
Le portail Wikipédia de la physique distingue d'abord la physique à forte dominante expérimentale, avec d'une part la physique de la matière et d'autre part la physique ondulatoire ; puis la physique théorique avec les 2 grandes théories du XXe : les relativités et la physique quantique, et enfin la physique statistique élaborée au XIXe.
La mécanique est considérée comme un sous-domaine à part, et un large domaine physique interdisciplinaire couvre toutes les interfaces avec la chimie, la biologie, la géologie et les sciences de l'ingénieur.

### Approche plus épistémologique

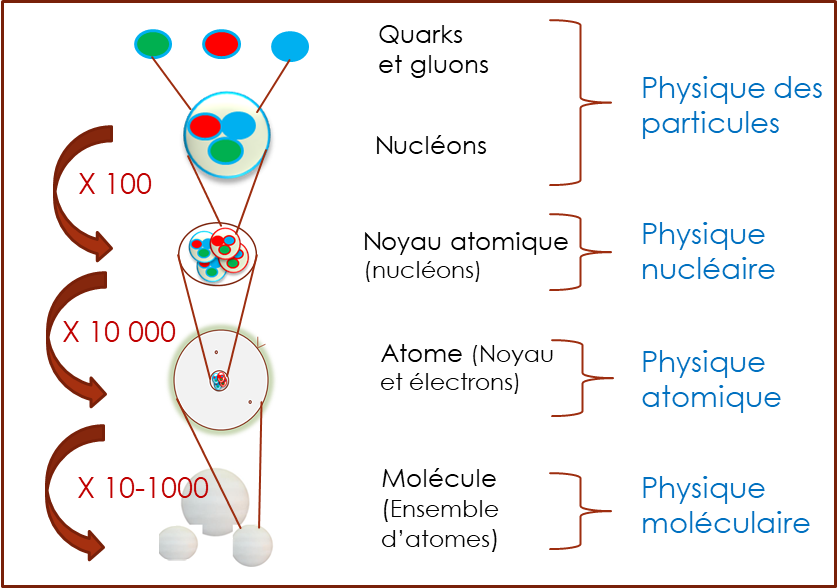
Hiérarchisation des domaines de la physique en fonction de l'extension des systèmes étudiés.

Souvent un classement hiérarchique est utilisé basé sur l'extension spatiale des objets traités (voir par exemple ref ou la section "Systèmes physiques multi-niveaux" de l'article Système physique). 
On trouvera ainsi successivement la physique des particules, la physique nucléaire, la physique atomique, la physique moléculaire, la physique de la matière condensée et la physique des plasmas, la biophysique, la physique de l'atmosphère et la géophysique, l'astrophysique. La physique à chaque niveau repose sur une encapsulation des propriétés détaillées des niveaux inférieurs ; par exemple la physique de l'atome peut faire abstraction des propriétés détaillées du noyau et a fortiori des propriétés des nucléons.
Cette représentation se situe dans une perspective réductionniste qui décrit la physique comme une quête de l'unité vers les constituants fondamentaux de l'univers observable.

### Physique classique vs. physique moderne
Enfin considérant la grande rupture du début du XXe, on peut distinguer la physique classique de la physique dite moderne. La physique classique comprend les grands domaines développés jusqu'à la fin du XIXe : la mécanique (notamment la mécanique newtonienne), l'électromagnétisme et la thermodynamique. La physique moderne prend en compte l'irruption de la physique quantique pour l'étude de l'infiniment petit et de la relativité générale pour l'infiniment grand.

## Les grands domaines de la physique
On trouvera dans les sections qui suivent une brève introduction aux grands domaines de la physique, s'appuyant sur la classification de la page en anglais "Branches of Physics" (voir aussi ref). Ces introductions renvoient aux articles détaillés.

### Mécanique classique
La mécanique classique (ou mécanique newtonienne) est une théorie physique qui décrit le mouvement des objets macroscopiques lorsque leur vitesse est faible par rapport à celle de la lumière ; elle comprend des sous-domaines pour décrire les comportements des solides,  des gaz et des fluides. Elle est souvent appelée "mécanique newtonienne" d'après Isaac Newton et ses lois du mouvement publiées à la fin du XVIIe siècle ; elle a été reformulée et étendue au XVIIIe siècle avec le formalisme lagrangien et au XIXe avec le formalisme hamiltonien.
Il existe de nombreuses branches de la mécanique classique, telles que : la statique, étude des systèmes à l'équilibre (repos) dans leur référentiel ; la dynamique, mouvement des objets sous l'action des forces ; la cinématique, étude des mouvements indépendamment de leurs causes ; la mécanique des milieux continus (qui comprend la mécanique des fluides) ; la mécanique statistique (voir infra)  etc.  

### Thermodynamique et physique statistique
Ces branches de la physique s'attaquent à l'étude des systèmes ayant de très nombreux composants élémentaires en interaction (hypothèse atomistique déjà émise et utilisée avant la découverte des atomes réels). La thermodynamique s'attachera à l'étude des propriétés collectives (macroscopiques) de ces ensembles de composants élémentaires (atomes) ; la  physique statistique se propose de relier ces propriétés collectives au comportement microscopique des atomes. L'outil théorique de base est la théorie cinétique des gaz, modélisant la matière (notamment les gaz et les liquides) comme des ensembles de sphères dures interagissant mutuellement par des collisions aléatoires et des collisions avec les parois de leur récipient.
La thermodynamique étudie donc les effets des changements de température, de pression et de volume sur les systèmes physiques à l'échelle macroscopique, ainsi que les transferts d'énergie sous forme de chaleur ou de travail. Historiquement, la thermodynamique s'est développée surtout au XIXe siècle à partir du souhait d'augmenter l'efficacité des premières machines à vapeur.
La thermodynamique dans un premier temps, puis la physique statistique ont fait émerger le concept d'entropie qui s'applique dans la plupart des domaines de la physique.

### Électromagnétisme et photonique
Historiquement l'étude des phénomènes électriques (propriétés des particules chargées comme la loi de Coulomb) et magnétiques (propriété des aimants) constituaient deux domaines distincts : respectivement l'électrostatique (comme la loi de Coulomb) et le magnétisme. Au XIXe siècle de multiples travaux ont montré que ces phénomènes étaient la manifestation d'un champ de force unique (lois de Maxwell) ; l'électromagnétisme étudie donc les comportements des électrons, des milieux électriques, des aimants, des champs magnétiques.  
La lumière a longtemps été considéré comme un phénomène vibratoire se propageant dans l'éther (voir la section "Histoire de l'étude de la lumière" de l'article Lumière) qui a donné naissance à l'optique ondulatoire (voir infra) ; la photonique plus récente résulte de la découverte du caractère dual onde-corpuscule de la lumière et des ondes électromagnétiques dans le cadre de la mécanique quantique.

### Mécanique relativiste
La théorie de la relativité restreinte a été proposée en 1905 par Albert Einstein dans son article « De l'électrodynamique des corps en mouvement ». Le titre de l'article fait référence au fait que la relativité restreinte résout une incohérence entre les équations de Maxwell et la mécanique classique. La théorie est basée sur deux postulats : la formulation mathématique des lois de la physique sont invariantes dans tous les systèmes inertiels ; et la vitesse de la lumière dans le vide est constante et indépendante de la source ou de l'observateur. Réconcilier les deux postulats nécessite une unification de l'espace et du temps dans le concept d'espace-temps.
La relativité générale est la théorie géométrique de la gravitation publiée par Albert Einstein en 1915/16. Elle unifie la relativité restreinte, la loi de la gravitation universelle de Newton avec l'idée que la gravitation peut être décrite par la courbure de l'espace et du temps ; courbure produite par la densité locale de la matière et le rayonnement.

### Mécanique quantique, physique atomique et physique moléculaire

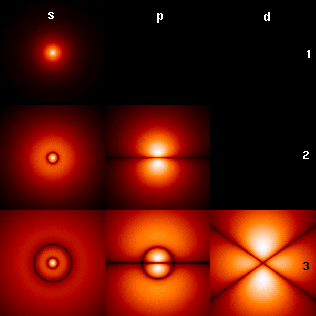
Les premières orbitales d'électrons d'atomes d'hydrogène représentées sous forme de coupes transversales avec une densité de probabilité codée par couleur

La mécanique quantique est la branche de la physique traitant des systèmes atomiques et subatomiques et de leurs interactions ; le mot quantique fait référence au fait que toutes les formes d'énergie sont échangées en unités discrètes appelés « quanta ». La théorie quantique est basée sur la notion de fonction d'onde, outil mathématique complexe, non observable, qui contient toute l'information sur les caractéristiques dynamiques des particules subatomiques ; les fonctions d'onde ne donnent généralement accès aux observables comparables avec l'expérience, que sous forme de probabilités. L'équation de Schrödinger joue en mécanique quantique le rôle des lois de Newton et de la conservation de l'énergie en mécanique classique - c'est-à-dire qu'elle prédit le comportement futur (sa fonction d'onde) d'un système dynamique à la limite non-relativiste. 
Par exemple, la lumière (ou le rayonnement électromagnétique) n'est émise ou absorbée par un atome qu'à certaines fréquences ; cela se traduit par des raies dans le spectre lumineux qui constituent la signature de l'élément chimique représenté par cet atome. Les niveaux d'énergie des électrons liés dans l'atome sont quantifiés (ont des valeurs discrètes) ; lorsqu'un électron est transféré d'un niveau à un autre, il y a émission (ou absorption selon le bilan de l'énergie) d'un quantum de lumière (photon) dont l'énergie est déterminée par la différence d'énergie entre les deux niveaux. 
L'équation de Schrödinger (1926) est une formulation de la mécanique quantique qui s'applique -avec succès- aux objets quantiques ayant une masse au repos non nulle et une vitesse dans leur référentiel beaucoup plus petite que la vitesse de la lumière. De nombreux travaux allaient chercher à sortir de ces limites (voir l'article Histoire de la mécanique quantique) ; l'équation de Dirac étend la mécanique quantique aux particules relativistes ; l'électrodynamique quantique traite les interactions entre les particules chargées et les champs électromagnétiques et a été généralisée en théorie quantique des champs.
Enfin l'espoir d'une théorie du Tout conciliant la relativité générale et la mécanique quantique est toujours en développement ; elle est recherchée par deux approches d'une part la théorie des cordes et d'autre part la gravité quantique.

### Optique et acoustique
L'optique est l'étude de la propagation de la lumière et des instruments dédiés, y compris la réflexion, la réfraction, la diffraction et les interférences.
L'acoustique est la branche de la physique impliquant l'étude des ondes mécaniques dans différents milieux ; avec le cas particulier du son, sa propagation et ses effets.

### La physique de la matière condensée
Dans la hiérarchie des systèmes emboîtés des constituants élémentaires, la matière condensée est un état où de nombreux atomes (ou molécules) sont en interaction proche par le biais de leurs cortèges d'électrons. Selon les caractéristiques des milieux concernés, on distinguera la physique des cristaux, la physique des solides, etc.
À l'inverse, la physique des matériaux s'attache à l'étude de la matière sous ses formes les plus diverses en vue de leurs utilisations en chimie, en électronique et dans les procédés industriels.  

### Physique des particules à haute énergie et physique nucléaire
La mécanique quantique appliquée à la hiérarchie des systèmes de l'infiniment petit (voir supra) s'est spécialisée en physique des particules, nucléaire, atomique, etc. Historiquement ces recherches ont d'abord concerné la physique du noyau atomique, depuis sa découverte en 1911 par E. Rutherford, avec la prise en compte progressive que les nucléons des noyaux étaient eux-mêmes des particules composites ; à partir des années 1950, avec le développement des accélérateurs de particules à haute énergie, la physique des particules élémentaires a pris une importance considérable avec des moyens expérimentaux à l'échelle mondiale.

### Cosmologie
L'astrophysique étudie les objets de l'Univers (des planètes aux galaxies) : leurs propriétés et leurs interactions. La cosmologie étudie le comportement collectif de l'Univers depuis son origine et son évolution dans le futur.

## Domaines interdisciplinaires
Une liste -non exhaustive- donnant les principales disciplines concernées :
- la biophysique, étude des interactions physiques dans les processus biologiques ;
- la chimie physique traite des processus physiques et de leurs relations en chimie ;
- le génie physique, application de la physique aux processus industriels ;
- la géophysique, étude des processus physiques sur une planète (notamment la Terre) ;
- l'océanographie physique : étude des conditions et des processus physiques dans l'océan, en particulier les mouvements et les propriétés physiques des eaux océaniques ;
- la physico-chimie, application de la physique quantique (atomique et moléculaire) aux processus chimiques ;
- la physique de l'environnement, branche de la physique appliquée aux sciences de l'environnement ;
- la physique mathématique, études mathématiques relatives aux modèles et équations de la physique ;
- la physique médicale, application de la physique en médecine à la prévention, au diagnostic et au traitement ;
- la physique numérique, application des méthodes numériques (sur ordinateur) à l'étude des systèmes physiques.

Par ailleurs, les sciences de l'ingénieur, dont l'objet est la conception et la réalisation d'objets nécessaires au fonctionnement d'une société moderne, reposent largement sur les connaissances et les outils de la physique.
Certains domaines s'éloignent de la physique proprement dite, mais s'inspirent de ses outils et méthodes :
- l'éconophysique, application des méthodes de la physique (notamment physique statistique) en économie ;
- la psychophysique, science des relations physiques (perceptions) en psychologie ;
- la sociophysique ou physique sociale, utilisation des outils mathématiques inspirés de la physique pour comprendre le comportement des foules humaines et les phénomènes sociaux.

## Résumé
Le tableau ci-dessous répertorie les théories de base ainsi que de nombreux concepts qu'elles emploient.
| Théorie                                  | Principaux sous-thèmes | Notions |
| ---------------------------------------- | --- | --- |
| Mécanique classique                      | Lois du mouvement de Newton, Mécanique lagrangienne, Mécanique hamiltonienne, Cinématique, Statique, Dynamique, Théorie du chaos, Acoustique, Dynamique des fluides, Mécanique continue | Densité, dimension , gravité, espace, temps, mouvement, longueur, position, vitesse, accélération, invariance galiléenne, masse, moment, impulsion, force, énergie, vitesse angulaire, moment cinétique, moment d' inertie, couple, loi de conservation, oscillateur harmonique, onde, travail, puissance, lagrangien, hamiltonien, angles d'Euler, pneumatique, hydraulique |
| Électromagnétisme                        | Électrostatique, électrodynamique, électricité, magnétisme, magnétostatique, équations de Maxwell, optique                                                                              | Capacité, charge électrique, courant, conductivité électrique, champ électrique, permittivité électrique, potentiel électrique, résistance électrique, champ électromagnétique, induction électromagnétique, rayonnement électromagnétique, surface gaussienne, champ magnétique, flux magnétique, monopôle magnétique, perméabilité magnétique |
| Thermodynamique et mécanique statistique | Moteur thermique, théorie cinétique | Constante de Boltzmann, variables conjuguées, enthalpie, entropie, équation d'état, théorème d'équipartition, énergie libre thermodynamique, chaleur, loi des gaz parfaits, énergie interne, lois de la thermodynamique, relations de Maxwell, processus irréversible, modèle d'Ising, action mécanique, fonction de partition, pression, processus réversible, processus spontané, fonction d' état, ensemble statistique, température, équilibre thermodynamique, potentiel thermodynamique, processus thermodynamiques, état thermodynamique , système thermodynamique, viscosité, volume, travail, matériau granulaire                                            |
| Mécanique quantique                      | Formulation intégrale de chemin, théorie de la diffusion, équation de Schrödinger, théorie quantique des champs, statistique quantique                                                  | Approximation adiabatique, rayonnement du corps noir, principe de correspondance, hamiltonien, espace de Hilbert, particules identiques, mécanique matricielle, constante de Planck, opérateurs, quanta, quantification, intrication quantique, oscillateur harmonique quantique, nombre quantique, effet tunnel quantique, chat de Schrödinger, équation de Dirac, spin, fonction d'onde, mécanique ondulatoire, dualité onde-particule, énergie du point zéro, principe d'exclusion de Pauli, principe d'incertitude de Heisenberg |
| Relativité                               | Relativité restreinte, relativité générale, équations de champ d'Einstein | Covariance, variété d'Einstein, principe d'équivalence, quatre impulsions, quatre vecteurs, principe général de relativité, mouvement géodésique, gravité, gravito-électromagnétisme, référentiel inertiel, contraction de longueur, variété lorentzienne, transformation de Lorentz, équivalence masse-énergie, métrique, diagramme de Minkowski, espace de Minkowski, principe de relativité, longueur propre, temps propre, référentiel, énergie au repos, masse au repos, relativité de la simultanéité, espace-temps, principe de relativité restreinte, vitesse de la lumière, tenseur contrainte-énergie, dilatation du temps, jumeau paradoxe, ligne du monde |